# Bonifacio de Tarso

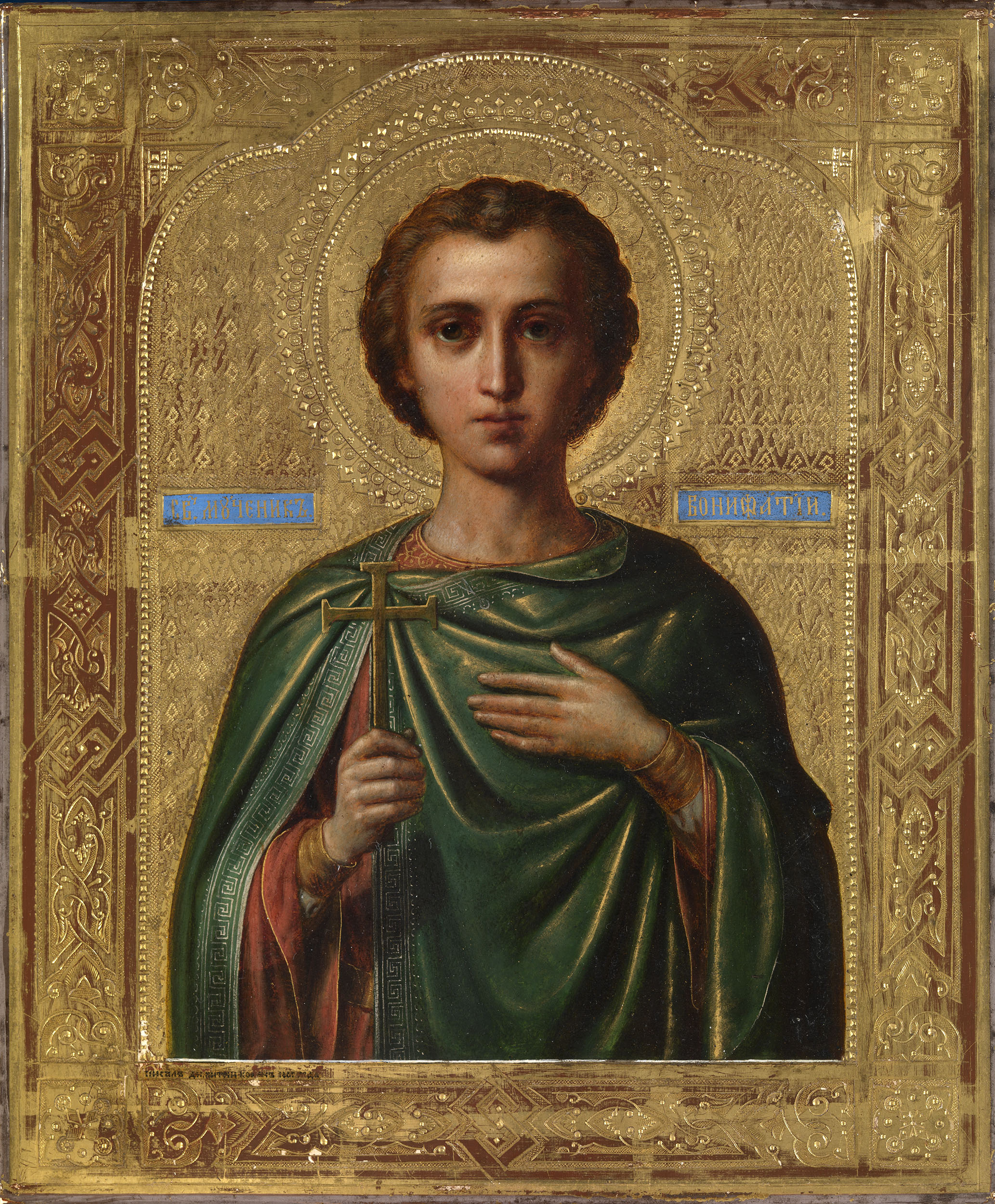
San Bonifacio, por Dmitry Korin (c. 1887)

Bonifacio de Tarso o san Bonifacio, mártir, fue un mártir cristiano del siglo IV, venerado como santo por la iglesia católica y la iglesia ortodoxa. De acuerdo con la Leyenda Áurea, fue martirizado en el año 307 en Tarso (capital de Cilicia, en la actual Turquía) donde se había detenido camino de Tierra Santa, adonde había sido enviado desde Roma por su dueña Aglaida (o Aglae), para obtener reliquias de los mártires.

## Biografía

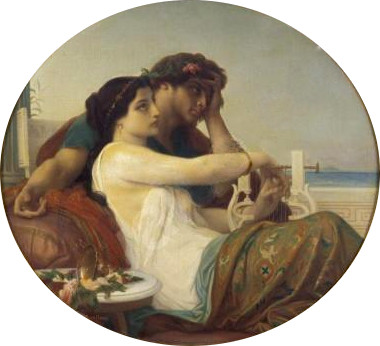
Aglaida y Bonifacio (óleo de Alexandre Cabanel)

Según la Leyenda Áurea, Bonifacio era un liberto y mayordomo de Aglaida (o Aglae) una rica patricia romana. Ambos eran paganos y vivían en continuo libertinaje; según la tradición eran amantes. Pero ahítos de su vida disoluta, se convirtieron al cristianismo, especialmente ella. Aglaida decidió obtener reliquias de los mártires para su veneración, siendo una de las primeras en hacerlo. Por ello envió a Bonifacio a Tierra Santa, deteniéndose éste en el puerto de Tarso (patria natal de San Pablo) donde las autoridades en nombre del Emperador Diocleciano, estaban erradicando una comunidad de cristianos. Llegado Bonifacio a la capital de Cilicia con un grupo de criados, presenció la tortura a los cristianos que se negaban a la apostasía, intercediendo por los mismos, y se declaró además cristiano, con lo que no consiguió sino ser él mismo martirizado. Según la tradición fue torturado y decapitado, y su cuerpo fue comprado por sus acompañantes que lo llevaron a Roma donde fue recibido por Aglaida como las reliquias que había enviado a buscar.

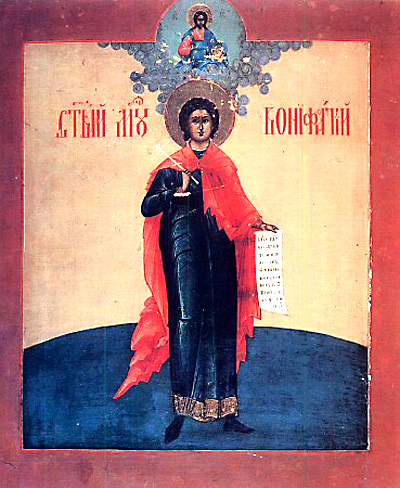
Icono oriental de san Bonifacio

De acuerdo con la tradición cristiana, Aglaida mandó construir un templo en su memoria, en la colina del Aventino, donde actualmente se levanta la basílica de San Bonifacio y San Alejo, donó su riqueza a los pobres y se recluyó en un monasterio hasta su muerte (desde el Edicto de Milán de 313 el cristianismo fue tolerado). Según la leyenda incluso recibió el don divino para exorcizar espíritus malignos.

## Culto
La Iglesia ortodoxa celebra el 1 de enero de su calendario, (19 de diciembre de nuestro calendario juliano), el "Martirio de san Bonifacio en Tarso en Cilicia y la Justa Aglaida de Roma".
Este es el primer santo de la Iglesia que llevó este nombre que significa "El que hizo el bien". Hasta otros ocho lo ostentaron, destacando Bonifacio, Apóstol y Mártir, santo de origen inglés que en el siglo VIII evangelizó Alemania, y que es el patrón de este país y de los cerveceros.

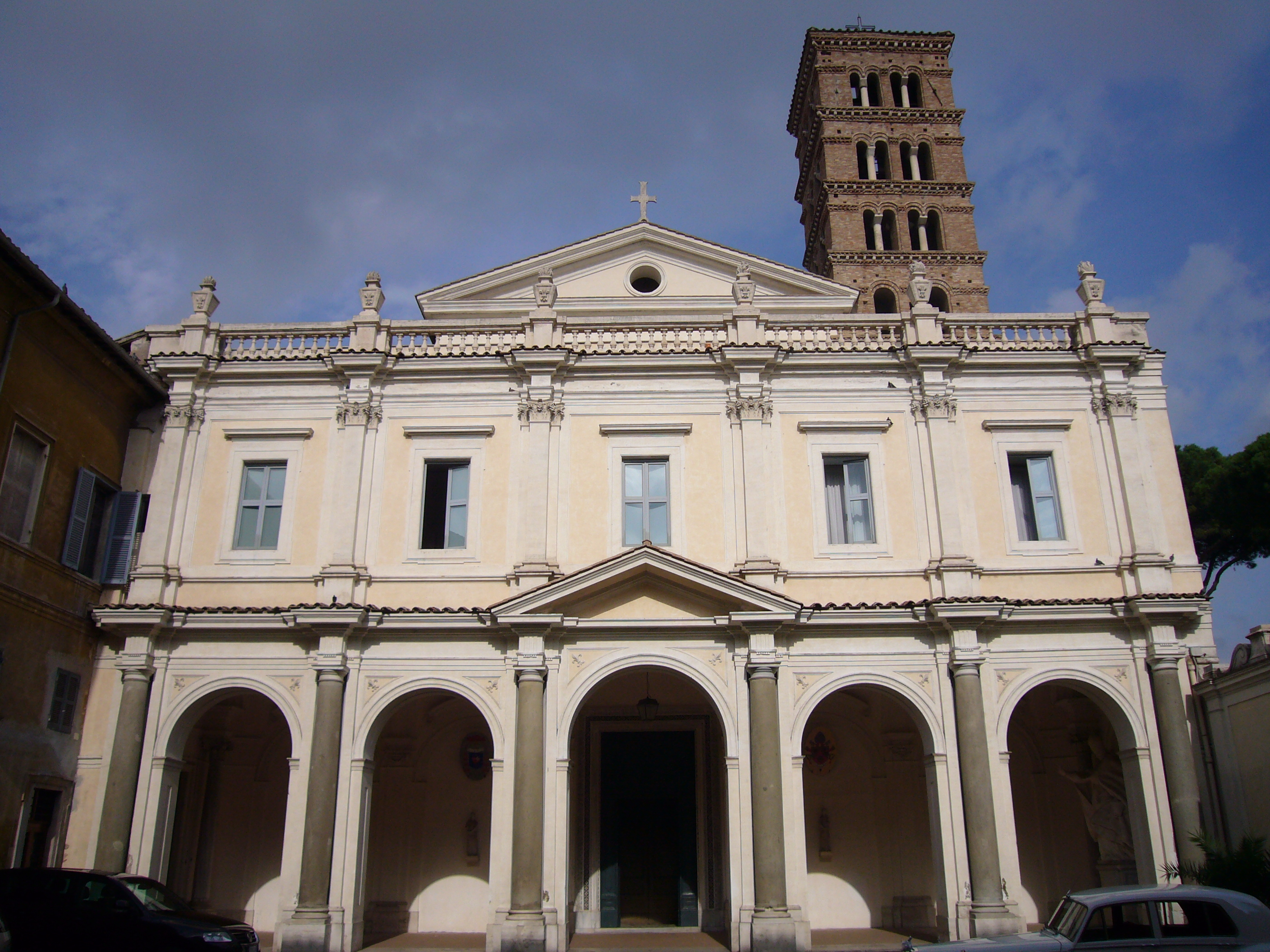
Basílica de San Bonifacio y Alejo en Roma

En el siglo XII Bonifacio (junto a Aglaida) fue incluido el 14 de mayo en el Calendario General Romano. En 1955 el Papa Pío XII redujo la celebración hasta mera conmemoración. En 1969, junto a otros muchos otros santos de dudosa existencia, como el celebrado San Valentín, este santo fue suprimido del martirilogio romano.
Es citado en la Leyenda Áurea, en el número de orden LXXI.
San Bonifacio es Patrón de diversas poblaciones españolas como Petrel (Alicante), donde se celebran en su honor anualmente las fiestas de Moros y Cristianos en torno al 14 de mayo, Carcagente (Valencia), Tremp (Lérida), y de Valdunquillo (Salamanca), así como en la localidad del sur de Italia de Cerchiara di Calabria.

## Reliquias
Según las tradiciones locales y de la Iglesia católica, se conservan reliquias de san Bonifacio, en su basílica en Roma (Basílica de los santos Bonifacio y Alejo), en Tremp (Lérida, supuestamente el cráneo), en la Concatedral de San Nicolás de Bari de Alicante y en Petrel (Alicante), donde fueron repuestas tras destruirse en 1936, por otras traídas de Roma en el siglo XVII. La parroquia de Santiago en Garde, en el navarro Valle del Roncal, guarda una momia que se ha atribuido, entre otros, al santo de Tarso.